# South Kidder, Bắc Dakota
South Kidder là một lãnh thổ chưa tổ chức thuộc quận Kidder, tiểu bang Bắc Dakota, Hoa Kỳ. Năm 2010, dân số của nơi này là 81 người.